# Divergència infraroja
En física teòrica, una divergència infraroja o catàstrofe infraroja és una situació on una integral, apareixent per exemple en el càlcul d'un diagrama de Feynman, divergeix a causa de contribucions d'objectes amb energia molt petita (apropant-se a zero), o, de forma equivalent, a causa de fenòmens físics a distàncies molt llargues. Rep el nom històricament de l'estudi de la radiació del cos negre a la zona "infraroja" de baixes energies.
Les divergències infraroges (IR) només apareixen en teories amb partícules sense massa (com els fotons). Una manera de tractar-les matemàticament és imposant un tall infraroig tot agafant el límit on el tall s'aproxima a zero i/o redefinir el problema. Una altra manera, consisteix a assignar una massa fictícia a la partícula no-massiva, i prendre el límit on la massa fictícia s'anul·la.
La divergència normalment afecta el nombre de partícules i no és empíricament problemàtica en la mesura que totes les quantitats mesurables romanen finites. (A diferència del cas de la catàstrofe UV on les energies implicades divergeixen).

## Exemple: Radiació de frenada
Quan una càrrega elèctrica és (des)accelerada emet radiació de frenada. La teoria electromagnètica clàssica, o l'anàlisi completa en electrodinàmica quàntica (QED), indica que es poden crear un nombre infinit de fotons d'energia arbitràriament petita ("fotons tous"). No obstant això, només un nombre finit és detectable, la resta, a causa de la seva baixa energia, roman per sota de qualsevol llindar finit de detecció d'energia (els quals existeixen necessàriament). Tanmateix, tot i que la majoria dels fotons no són detectables, no poden ser ignorats en la teoria: els càlculs de QED mostren que l'amplitud de transició entre qualsevol estat amb un nombre finit de fotons és nul·la. Amplituds de transició finites són obtingudes només sumant estats amb un nombre infinit de fotons tous.